# AstroMenace

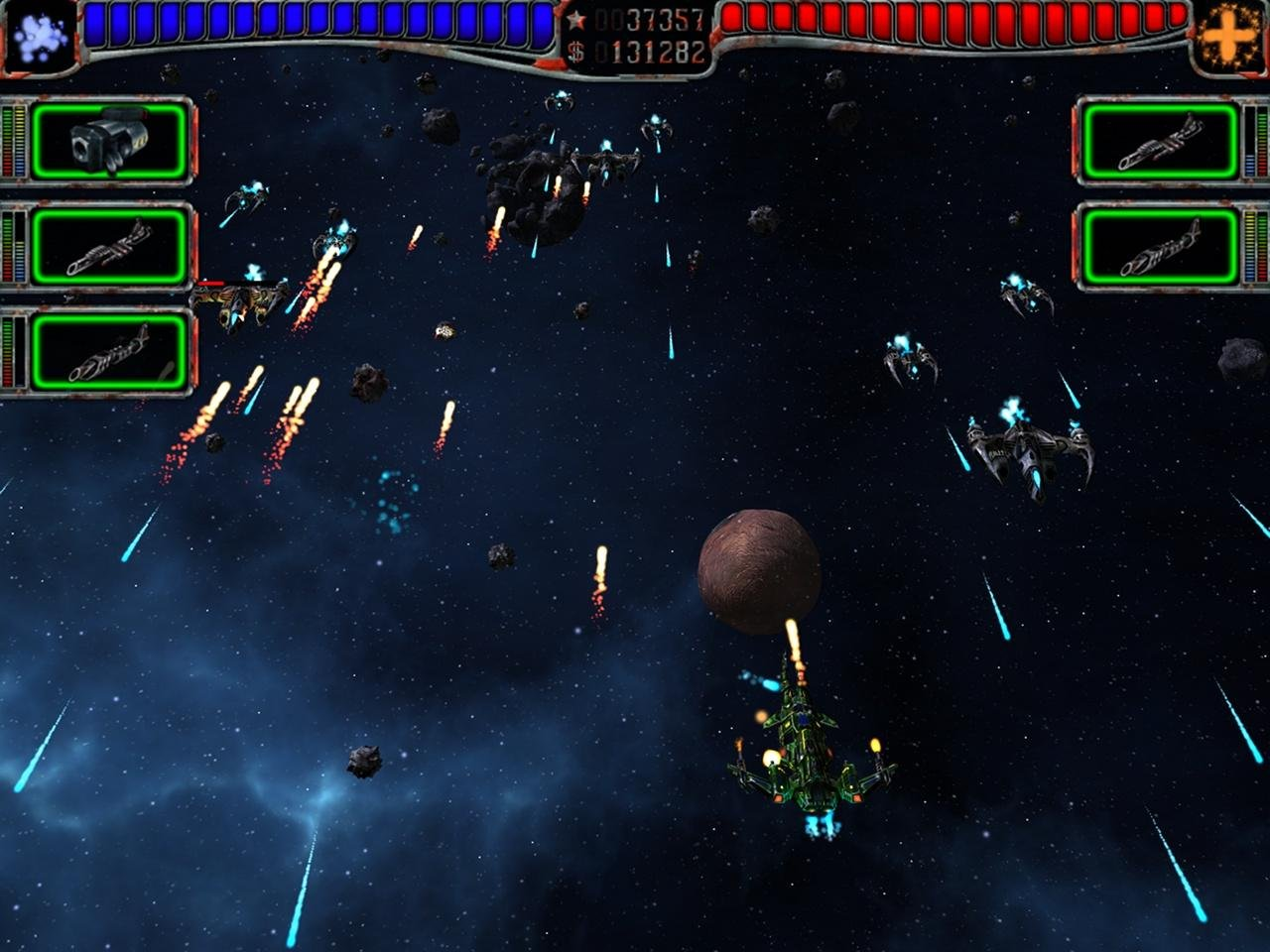
Das Spiel hat eine Schrägansicht.

AstroMenace ist ein freies Computerspiel. Es handelt sich um ein vertikal scrollendes Shoot ’em up mit dreidimensionalen Grafiken.

## Historie
Zunächst wurde das Spiel unter Windows als Shareware und unter Linux als Donationware vertrieben. Mit der Veröffentlichung des Quelltextes erschienen Portierungen für OpenPandora und Mac OS X.

## Rezeption
Für PC Games ist AstroMenace eine Weltraumsimulation mit hitzigen Gefechten. Die Oberfläche sei angenehm gestaltet und die eingängige Steuerung sorgt für Spielspaß. AstroMenace steche mit ansehnlicher Grafik hervor. Das Aufrüsten des Schiffs füge eine taktische Komponente hinzu. Die gekippte Ansicht sorge für ein interessantes Raumgefühl. Echte Höhepunkte fehlen jedoch und es gibt nur 15 Missionen. GitHub verglich das Spiel des Indie-Entwicklers mit Klassikern wie Gallaga oder 1942.